# Руслаген

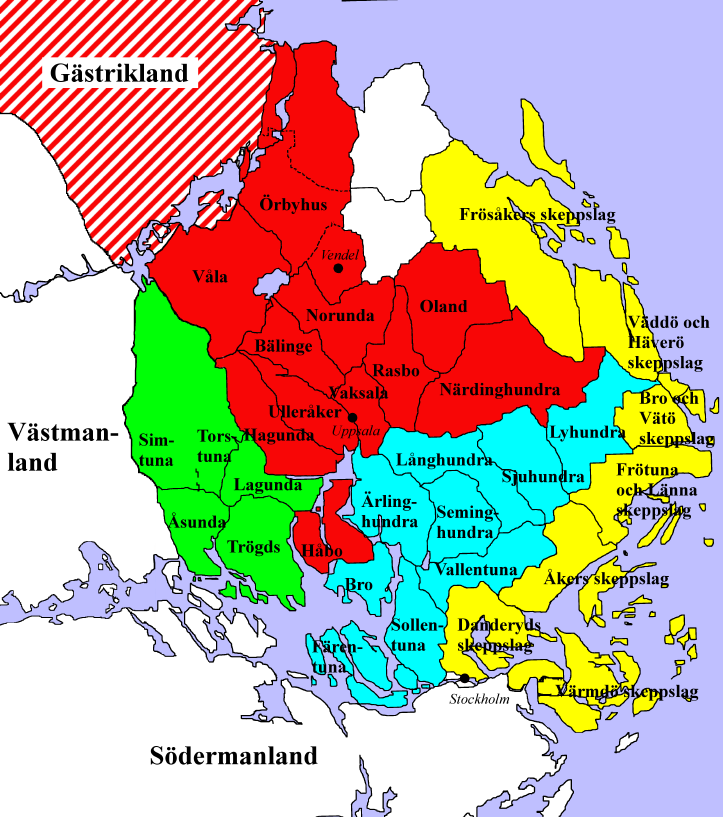
Общины свеев (Уппланд/Естрикланд)
красный = Тиунда
голубой = Аттунда
жёлтый = Руден / Руслаген
зелёный = Фьердхундра
Береговая линия значительно изменилась за последнее тысячелетие вследствие отхода ледника. Первоначально существовала морская бухта, подходящая с севера прямо к Упсале. Руслаген — это современное название территории, приблизительно соответствующей тому, что в Средние века называлось Руден.

Русла́ген, также Рослаген (швед. Roslagen, произносится [ru:slagen]) — название прибрежных районов провинции Уппланд в Швеции, а также северной части Стокгольмского архипелага.
Исторически это было название всех прибрежных районов Балтийского моря, включая восточные берега озера Меларен, относившиеся к Свеаланду. Когда в средневековье король объявлял о сборе ледунга (иррегулярного флота, береговой охраны и экспедиционного корпуса), округ Руден предоставлял определённое число кораблей для военно-морского флота ледунга.
По мнению историка Вячеслава Кулешова, древнескандинавским словом *Rōþslag называлась «зона островов / островного расселения гребцов (*Rōþ-s) / „допарусной“ колонизации центральной акватории Балтийского моря на протяжении всего вендельского времени (VI—VIII века)». Он же утверждает, что архаическое название Руслагена Роден (Roden), появляется в форме ruþ как административная территория на Ховгорденском руническом камне XI века.
В 1296 году территория Рослагена упоминается под названием Rodhin (в Упландском областном законе). Название Rodzlagen известно в источниках, начиная с источников 1493, 1511, 1526 и 1528 годов.
Согласно лингвистической теории А. А. Куника (1844) В. Томсена, Roden или Roslagen — этимологический источник финского и эстонского названий Швеции — Ruotsi и Rootsi, а также для названия скандинавских дружин, посещавших восточных славян и названных рѹсь, от именования которых, согласно мнению ряда учёных, происходит название государства Русь и, впоследствии, Россия. Эту теорию продолжают разделять многие западные и российские исследователи. 
По мнению А. В. Назаренко, собственно скандинавский прототип финского Ruotsi, а значит, и древнерусского «русь» отсутствует. Этимология в интерпретации Томсена с поиском точного соответствия в настоящее время отвергнута германистами. Однако лингвисты отмечают несомненность существования прагерманского глагола *róa и его производных, в том числе rōþer («гребец») и *rōþs(-maðr, -karl) и др., отразившихся во всех германских языках. Переход древнесеверогерманского rōþs- > финск. ruots фонетически закономерен. Комплекс значений слова rōþ(e)r — «гребец; гребля; весло; плавание на гребных судах» — является устойчивым во всех германских языках: др.-исл. róðr, др.-в.-нем. ruodar, др.-англ. rōðor и др. Переход финск. ruotsi > др.-русск. русь фонетически обоснован. Зап.-финск. uo/oo закономерно отражалось в др.-русск. ӯ, что подтверждается рядом аналогий (ср. финск. suomi > др.-русск. сумь). Филолог К. А. Максимович считает, что реконструкция одного корня недостаточна. По мнению лингвиста С. Л. Николаева, суффиксальное образование *rōþ-s-, засвидетельствованное в основе *rōþ-s- в сложных словах (др.-исл. rōþs-menn, rōþs-karlar «гребцы, мореходы»), и им. п. *rōþ-s «гребец», ещё с о (долгим), [ro:đs-], были заимствованы в финский в виде Ruotsi «шведы, Швеция», ruotsalainen «швед» — этнонима, которым не назывались и не называются другие северогерманские народы (датчане и норвежцы). По мнению Николаева, локальный позднепраславянский (северо-восточный) этноним *rusь, обозначавший сначала как восточношведскую, так и местную северогерманскую (скандинавскую) русь, мог быть как финским, так и непосредственно северогерманским заимствованием *rōþs- > *rus-, c регулярным упрощением þs > s и с субституцией герм. *ō в виде праслав. *u (ср. *buky «буква» из герм. *bōkō в значении «письмена, книга» и т. п.). Др.-рус. рѹсь, рѹсьскыи псковские кривичи и ильменские словены первоначально называли представителей этноплеменного образования в шведском Рудене, с которым у местных славян и финских племен (чуди, веси) имелись устойчивые торговые связи. Этимологическая, этнологическая и династическая связи Рудрсланда-Рудена-Руслагена и Руси были известны средневековым западноевропейским книжникам, которые исходили из того, что Русь (Россия) — страна шведов-руденов.
Согласно лингвистам Е. А. Мельниковой и С. Л. Николаеву, с Руслагеном связана древнешведская надпись на похищенном венецианцами Пирейском льве, на котором руны нанесены по рисунку двух извивающихся драконов. На надписи выделяется сочетание слов roþrs и landi, дат. п. ед. от land «земля, страна». Э. Брате считает, что группу [?] roþrs x lanti следует интерпретировать как хороним *Rođrsland. Орнаментика свидетельствует о среднешведском происхождении надписи, поэтому ближайшей аналогией хоронима лингвисты считают название прибрежной области Упланда, в современном языке — Roslagen. Зафиксированное только в архаизированной рунической надписи сочетание -þsrl- рано упростилось в -sl-: все другие источники дают только написание Rosl- [ru:sl-]. Этот топоним неоднократно встречается в шведских источниках XIV века, в судебниках и грамотах: Roþin; Roþsins utskyldir; Roþzs bo; Roþsins utskyldir; vm Roþœ rœt; aff Rodhenom; Rodhrinh; Rothin; и др. Топонимы имеют в своем составе суффиксальные образования от корня *rō- «грести (веслами), весло»: *rō-þ- (с суффиксом девербатива) и *rō-þr- (с суффиксом nomini actus/agentis), производным от последнего является др.-шв. rōþer «гребля». От основы *rōþr-  образовано и название области — *Rōþrsland, буквально «земля гребцов». В древнешведском языке имелись и производные с суффиксом -þ- без последующего -r-: *rōþ-s «поход/отряд гребцов» в упландских рунических надписях: «han uas buta bastr i ruþi hakunar» — «Он был лучшим из бондов/мужей в походе/отряде Хакона»; «toliR bryti i roþ» — «Толир, брюти (должностное лицо конунга) в походе/войске»; также *rōþ-, *rōþan- в перечисленных упландских этнонимах. Использование основы *rōþ- в качестве топографической основы связано с административным делением Средней Швеции, в первую очередь прибрежных областей на «корабельные округа» (skepslag), каждый из которых должен был поставлять снаряженный корабль с командой в войско, собиравшееся по приказу конунга (лендунг)».
Район дал также своё имя находящейся под угрозой исчезновения одомашненной рослагской овце, появившейся на этой территории несколько столетий назад.